# Daisy Edgar-Jones
Daisy Jessica Edgar-Jones, född 24 maj 1998 i Islington i London, är en brittisk skådespelerska. Hon började sin karriär med tv-serierna Cold Feet  (2016–2020) och War of the Worlds (2019–2021). Hon fick erkännande för sin huvudroll i dramat Normal People (2020), som gav henne nominering till en British Academy Television Award och en Golden Globe Award.
Hon har fått stor uppmärksamhet för sin huvudroll i miniserien Normala människor, vilket har gett henne nomineringar till en British Academy Television Award och en Golden Globe Award. År 2022 syntes hon i thrillerkomedin Fresh, den kommersiellt framgångsrika mysteriefilmen Där kräftorna sjunger och miniserien Under the Banner of Heaven. Hon fick ytterligare en Golden Globe-nominering för den sistnämnda. Hon spelade också i mysteriefilmen Where the Crawdads Sing och kriminalminiserien Under the Banner of Heaven. För att ha spelat en mormons mordoffer i den sistnämnda fick hon sin andra Golden Globe Award-nominering. Edgar-Jones kom med i storbudgetfilmer med en ledande roll i katastroffilmen Twisters (2024).

## Tidigt liv och utbildning
Daisy Edgar-Jones föddes den 24 maj 1998 i stadsdelen Islington, London. Hennes irländska mamma Wendy är en före detta dramafilmredaktör som nu arbetar med fastigheter. Hennes skotske far, Philip, är chef för Sky Arts och underhållningschef på Sky .
Hon växte upp i Muswell Hill, London, och spelade först i en skolpjäs i årskurs 2. Hon gick på Mount School for Girls och Woodhouse College och antogs till National Youth Theatre. Hon studerade vid Open University.

## Karriär

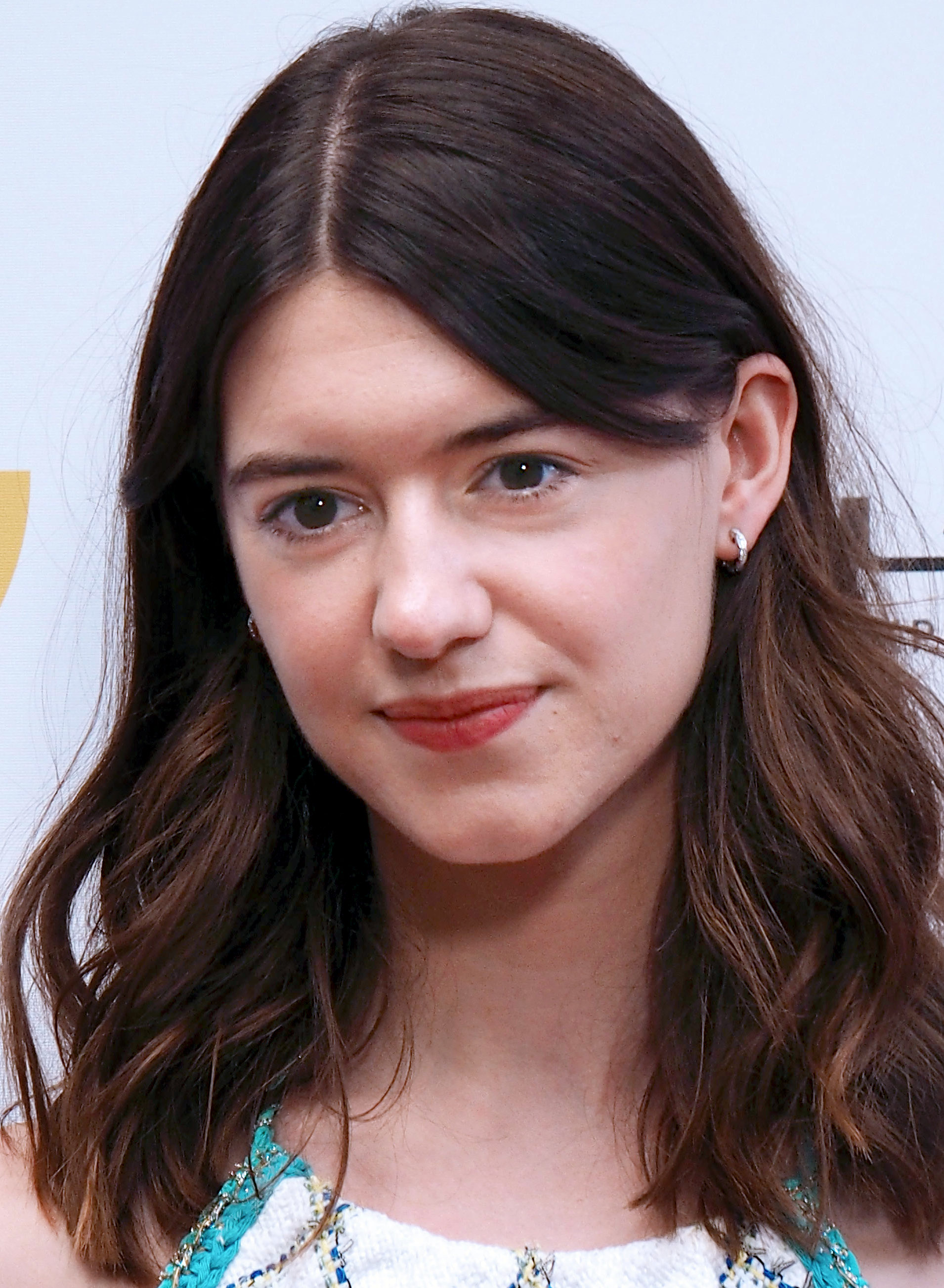
Edgar-Jones 2021

Efter att ha medverkat i 2016 års Outnumbered Christmas Special på BBC One, vid 17 års ålder, fick Edgar-Jones rollen som Olivia Marsden i ITV:s komedidrama Cold Feet tillsammans med James Nesbitt. 2017 dök hon upp som Jessica Timpson i Silent Witness  (Tyst vittne ) och 2018 i den oberoende långfilmen Pond Life, regisserad av Bill Buckhurst. Hon var med i National Youth Theatre-produktionen av The Reluctant Fundamentalist.
Edgar-Jones hade en återkommande roll som Delia Rawson i 2019 BBC och HBO-serien Gentleman Jack. Hon spelade Emily Gresham under de två första säsongerna av War of the Worlds mot Gabriel Byrne och Elizabeth McGovern. I maj 2019 tillkännagavs det att Edgar-Jones hade fått huvudrollen som Marianne tillsammans med Paul Mescal som Connell i Hulu och BBC Three-serien Normal People, en anpassning av romanen av Sally Rooney.
Hon spelade i februari 2020 återupplivandet av Albion på Almeida Theatre, som spelades in och senare sändes av BBC i augusti. Hon dök upp på brittiska Vogues lista över inflytelserika kvinnor 2020.
Hennes första post-Normal People-projekt, thrillern/svart humorfilmen Fresh, hade premiär på Sundance Film Festival 2022. Också 2022 hade Edgar-Jones huvudrollen i filmatiseringen av Där kräftorna sjunger av Delia Owens och spelade även i Dustin Lance Blacks true crime-miniserie Under the Banner of Heaven, en anpassning av Jon Krakauers bok med samma namn. Hon nominerades till Golden Globe Award för bästa kvinnliga biroll – serie, miniserie eller tv-film.
Edgar-Jones spelade huvudrollen i sin första stora budgetfilm,  katastroffilmen Twisters, en fristående uppföljare till filmen Twister från 1996. Hon ingår i den roterande rollbesättningen av White Rabbit Red Rabbit på Soho Place i West End.

## Privat
Edgar-Jones är sedan 2023 tillsammans med fotografen Ben Seed.

## Filmografi i urval
- 2018 – Pond Life
- 2016–2020 – Kalla fötter (TV-serie)
- 2020 – Normala människor (TV-serie)
- 2020 – Albion (TV-film)
- 2022 – Fresh
- 2022 – Under the Banner of Heaven (TV-serie)
- 2022 – Där kräftorna sjunger
- 2024 – Twisters
- 2024 – On Swift Horses (även exekutiv producent)